# بورنور
شهرستان بورنور (به زبان مغولی: Борнуур сум، [Bornuur sum]؛ ᠪᠣᠷᠤ ᠨᠠᠭᠤᠷ ᠰᠤᠮᠤ، [boru naɣur sumu]) یک شهرستان (سُوم) در مغولستان است که در استان توف واقع شده‌است.

## تقسیمات اداری
شهرستان بورنور متشکل از ۴ قصبه (باغ) می‌باشد، شامل:
- اوگومور (مغولی: Өгөөмөр баг، [Ögöömör bag]؛ ᠥᠭᠭᠢᠶᠡᠮᠦᠷ ᠪᠠᠭ، [öggiyemür baɣ])
- بیچیگت (مغولی: Бичигт баг، [Bičigt bag]؛ ᠪᠢᠴᠢᠭᠲᠦ ᠪᠠᠭ، [bičigtü baɣ])
- ماندال (مغولی: Мандал баг، [Mandal bag]؛ ᠮᠠᠨᠳᠠᠯ ᠪᠠᠭ، [mandal baɣ])
- نارت (مغولی: Нарт баг، [Nart bag]؛ ᠨᠠᠷᠠᠲᠤ ᠪᠠᠭ، [naratu baɣ])